# Эл Джолсон
Эл Джолсон (англ. Al Jolson; настоящее имя Аса Йоэлсон; 26 мая 1886 — 23 октября 1950) — американский эстрадный певец и киноактёр, стоявший у истоков популярной музыки и звукового кинематографа США.

## Биография
Родился в литовском местечке Средник и носил имя Аса Йоэлсон. Вскоре его семья эмигрировала в США, где отец Асы стал раввином в одной из синагог Вашингтона. Написание фамилии было изменено на Джолсон. Во время Испано-американской войны Эл с братом выступали с музыкальными ревю для солдат действующей армии. В декабре 1911 года в продажу поступила его первая пластинка — точное число и объёмы продаж его пластинок до сих пор не установлены.
В начале XX века Джолсон разработал фирменные черты своего сценического стиля: псевдооперную манеру исполнения, экспрессивную жестикуляцию, непринуждённое общение с аудиторией, вкрапления художественного свиста. Избрав себе амплуа артиста менестрель-шоу, он на свои выступления выходил в гриме «под негра». Его лозунгом была фраза: «Вы ещё даже ничего не слышали!» («You ain’t heard nothin' yet!») К двадцатым годам вся Америка говорила о харизме молодого исполнителя; его дар установить психологический контакт с любой аудиторией отмечал в своих воспоминаниях Чарли Чаплин.
В 1920-е годы шоу и мюзиклы Джолсона (некоторые из них на музыку Джорджа Гершвина) слыли одной из главных изюминок нью-йоркского Бродвея. Его представления — впервые в истории театра — прерывались криками восторга со стороны аудитории, продолжительность которых достигала сорока пяти минут, а отдельные песни (такие как «Avalon») исполнялись в дальнейшем многими другими артистами. Например, стоит отметить его совместную работу с юной испанской певицей Кончей Пикер.

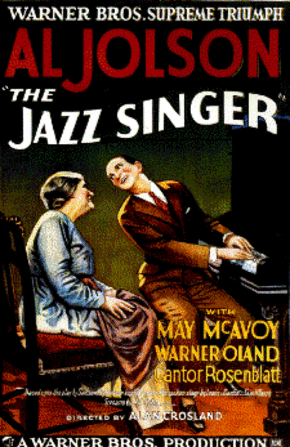
«Певец джаза» (1927) — первый в истории полнометражный звуковой фильм, имевший коммерческий успех. Эл Джолсон — на рекламном плакате к кинофильму

В 1927 году Джолсону удалось завоевать гораздо более широкую аудиторию — он сыграл главную роль в «Певце джаза» — первом звуковом фильме, который по кассовым сборам обошёл лучшие образцы немого кино. Несмотря на название ленты, к джазу джолсоновская манера пения имела весьма опосредованное отношение — источником его вдохновения был водевиль рубежа веков. С 1928 по 1940 год Эл Джолсон был женат на актрисе Руби Килер.
В тридцатые годы выступления с зачернённым гримом лицом вышли из моды: сторонников этой техники обвиняли в латентном расизме. Главным кумиром молодёжи 1930-х годов был менее сентиментальный и мелодраматичный Бинг Кросби. В 1940 году стареющий Джолсон ушёл с бродвейских подмостков работать на радио. В годы войны он частенько ездил на фронт и выступал перед солдатами с целью подъёма боевого духа. Под конец войны певец заболел малярией и должен был прекратить фронтовые гастроли.
Несмотря на спад популярности, Джолсону удалось привлечь внимание молодого поколения американцев, когда в 1946 году на экраны вышел музыкальный байопик «История Джолсона», посвящённый его жизни и творчеству. Исполнитель роли Джолсона в этом фильме был представлен к премии «Оскар». Вскоре последовало и продолжение — фильм «Джолсон снова поёт», выпущенный на экраны в 1949 году.
В 1950 году Джолсон скончался от обширного сердечного приступа. На голливудской «Аллее славы» имеются три звезды в память о «величайшем эстрадном артисте мира», как величала Джолсона американская пресса. За вклад в развитие индустрии кино — 6600, за вклад в развитие индустрии радио — 6700, и за вклад в развитие индустрии музыки — 1700.
Джолсон оказал большое влияние на стиль и манеру исполнения таких отечественных исполнителей, как Юрий Морфесси, Леонид Утёсов и Пётр Киричек.
Джолсон был одним из наиболее возрастных исполнителей, ездивших на фронт петь для солдат во время Второй мировой войны. К началу вступления США в войну Джолсону было 55 лет. Кроме того, он один из немногих американских артистов, выступавших на мероприятиях военных концертов в обеих мировых войнах.